# C-Bond
C-Bond é um título da dívida externa brasileira criado em 1994 quando o país assinou acordo de renegociação de débitos. Na época, os valores devidos principalmente a bancos norte-americanos foram convertidos em sete tipos de títulos com vencimento em até 30 anos. O C-Bond era um destes títulos, que foram negociados nos moldes do Plano Brady, em referência ao ex-secretário do Tesouro dos Estados Unidos Nicholas Brady.
Em 2005, foi iniciada a troca voluntária dos C-Bonds por A-Bonds, de características semelhantes. Desta forma, o governo pretendia desmontar o estoque dos bônus Brady, o que foi feito no ano seguinte.O C-Bond possuía uma opção embutida que dava direito ao emissor, neste caso o Tesouro Nacional, de recomprá-lo ao valor par a partir de 15/10/2005. Os poucos investidores que não optaram pela troca tiveram seus bônus recomprados pelo Tesouro na data de exercício da opção, em 15/04/2006.